# Appalachia hebardi
Appalachia hebardi är en insektsart som beskrevs av James A.G. Rehn och John W.H. Rehn 1936. 
Appalachia hebardi ingår i släktet Appalachia och familjen gräshoppor. Inga underarter finns listade i Catalogue of Life.